# Josef Schermann
Josef Schermann (* 6. März 1952 in Pilgersdorf) ist ein österreichischer römisch-katholischer Theologe, Liturgiewissenschaftler, Religionspädagoge und Professor i. R. an der Kirchlichen Pädagogischen Hochschule – Edith Stein.

## Leben
Josef Schermann studierte Katholische Theologie (Studiengang Selbständige Religionspädagogik) und Germanistik an der Universität Innsbruck. Dort schloss er sein Studium mit der Sponsion zum Mag. Theol. 1978 ab, es folgte die Promotion zum Doktor der Theologie 1984 bei Hans Bernhard Meyer.
Anschließend arbeitete er als Universitäts-Assistent am Institut für Liturgiewissenschaft der Theologischen Fakultät Innsbruck mit den Schwerpunkten Liturgiewissenschaft, neutestamentliche Bibeltheologie, zugleich als Religionsprofessor an weiterführenden Schulen, wie der Handelsschule mit Aufbaulehrgang und der Handelsakademie in Telfs.
Er war tätig als Pädagogischer Mitarbeiter am RPI Innsbruck und Professor an der Religionspädagogischen Akademie der Diözese Innsbruck in Stams, anschließend als Professor für Fachwissenschaft und Fachdidaktik Theologie, für schulpraktische Studien am IRPB Innsbruck-Stams, der KPH Edith Stein mit den Aufgabenbereichen:
- Bibel, Liturgik und Gemeindekatechese, Gemeindepädagogik und Gemeindepraktikum (Theologie und Fachdidaktik);
- Einführung in das wissenschaftliche und praxisrelevante Arbeiten; Praxisbetreuung; Koordination des Aufbaulehrganges und der Weiterbildungskurse;
- Öffentlichkeitsarbeit; EPICT.
- Leiter der Weiterbildungskurse für Religion an Pflichtschulen und Ergänzungskurs für Religion an Berufsschulen („BPA-Kurs“).

Im Bereich der Ausbildung (im Studienzentrum Stams) war er seit 1995 tätig, in der Fort- und Weiterbildung (Stams, Innsbruck, RPI) seit 1989. Im Jahr 2017 trat Josef Schermann in den Ruhestand.
Von 2016 bis 2022 war Schermann ehrenamtlich in Pfaffenhofen (Tirol) als Gemeinderat und Vizebürgermeister tätig.

## Schwerpunkte in Forschung und Lehre im Bereich Religionspädagogik
- Liturgik: Theologie und Praxis des christlichen Gottesdienstes;
- Gemeindekatechese und -pastoral: Gemeindepraktikum
- Sakramentenkatechese und -pastoral: Hinführung der Kinder und Jugendlichen zu den Sakramenten, besonders Erstkommunion, Buße, Versöhnung und Firmung
- Öffentlichkeitsarbeit: Schriftleiter der Zeitschrift „ÖKUM“,   online verfügbar
- E-learning in den Fächern Religion und Ethik.
- Religionspädagogische Materialien, Behelfe und Skripten:
  - Erstkommunion – Katechesen zur Vorbereitung
  - Leitfaden für Gruppenleiter/-innen + Arbeitsheft für Kinder

## Schriften
Publikationen in Buchform
- Die Sprache im Gottesdienst. Eine Untersuchung der gottesdienstlichen Sprechakte im Lichte der Sprachwissenschaft und Semiotik, Innsbruck, Univ., Diss., 1984  Eintrag im Katalog der Österreichischen Nationalbibliothek
- Die Sprache im Gottesdienst, (= Innsbrucker theologische Studien, Band 18), Innsbruck 1987, ISBN 3-7022-1610-3.
- (Autor), Paola Sofia Baghini (Übersetzung), Luigi dal Lago (Übersetzung), Il linguaggio nella liturgia. I segni di un incontro, (= Leitourgía : Sezione antropologica), Die Sprache im Gottesdienst (ital.),  Assisi 2004, ISBN 88-308-0769-9.

Mitautor
- Mitarbeit (Hrsg.) mit Hans Bernhard Meyer (Hrsg.), Der Gottesdienst im deutschen Sprachgebiet. Liturgische Dokumente, Bücher und Behelfe, (= Studien zur Pastoralliturgie, Band 5 (Sonderband)), Regensburg 1982, ISBN 978-3-7917-0756-3.
- mit Gerti Hechl und Michael Pamer Michael, Die Vorbereitung auf die Erstkommunion. Leitfaden für Gruppenleiter/-innen, 1. Ausgabe, Innsbruck, RPI-Eigenverlag, 2000, auch als elektronische Ressource

Schriftführer und Mitautor bei pastoralen Handreichungen der Diözese Innsbruck
- (Redaktion und Mitautor), Das Geschenk der Versöhnung. Leitlinien zur Bußpastoral der Diözese Innsbruck. Hrsg. vom Bischöflichen Ordinariat. Innsbruck 1994, ergänzte Auflage 1995, 3. Auflage 1999.
- Gerti Hechl, Michael Pamer, Behelf zur Erstkommunionvorbereitung. Arbeitsheft und Leitfaden Innsbruck, 2001.
- Gerti Hechl, Michael Pamer, Mit Kindern auf dem Weg der Versöhnung. Behelf zur Bußerziehung und zur gottesdienstlichen Feier der Umkehr und Versöhnung, Innsbruck, 2006.
- (Mitautor), Arbeitsgruppe "Firmung", Abteilung Kinder- und Jugendpastoral im Seelsorgeamt der Diözese Innsbruck (Hrsg.), Begeistern. Leitlinien zur Firmpastoral. Diözesane Handreichung zur Firmpastoral,

Artikel
- Eucharistiefeier mit Kindern, Zusammenfassung der liturgischen Bestimmungen (bis 2005), in: ÖKUM, Jahrgang 17, 2005, Heft 2, S. 5–9.
- Supergrips 16: Der Prophet Jona, in: ÖKUM, Jahrgang 22, 2010, Heft 14-
- Schulgottesdienste als Herausforderung an die Liturgiewissenschaft, in: HlD Jahrgang 67, 2013, S. 201–208.[3]